# Waterfalls
«Waterfalls» (рус. «Водопады») — песня американской женской хип-хоп и R&B группы TLC. Она была написана участницей группы Лизой «Лефт Ай» Лопес, Маркезом Этеридж и Organized Noize для второго студийного альбома TLC, CrazySexyCool (1994). Песня была выпущена 29 мая 1995 года на территории США в качестве третьего сингла с альбома, с последующим релизом в Великобритании 5 августа 1995.

## История
Часто расценивающаяся как главный хит группы, «Waterfalls» достигла высших мест в хит-парадах. Композиция провела семь недель на первой позиции американского чарта Billboard Hot 100, тем самым став вторым чарттоппером группы (вторым хитом на позиции № 1 в США). Трек также достиг первого места в музыкальных чартах Новой Зеландии и Швейцарии, и вошёл в топ-10 других стран. «Waterfalls» получила позитивные отзывы от музыкальных критиков, и две номинации на премию «Грэмми» 1996 года в категориях «Лучшая запись года» и «Лучшее вокальное поп-исполнение дуэтом или группой».
В тексте песни затронуты проблемы незаконной торговли наркотиками и СПИДа/ВИЧ, которые были отражены в сопутствующем треку музыкальном видео. Позже клип выиграл четыре награды на премии MTV Video Music Awards: «Видео года», «Лучшее видео группы», «Лучшее R&B видео» и «Приз зрительских симпатий».

## Отзывы
Песня получила положительные отзывы музыкальной критики и интернет-изданий, например, таких как Entertainment Weekly, Sputnikmusic и других. Песня заняла позицию № 13 в списке «100 Лучших песен за последние 25 лет» канала VH1 (VH1’s 100 Greatest Songs of the Past 25 Years) и 8-е место в списке «100 лучших песен 1990-х годов» (VH1’s 100 Greatest Songs of the 1990s). «Waterfalls» была названа песней № 5 изданием The Village Voice в его списке критиков Pazz & Jop на 1995 год, в то время как другая песня, «Creep», расположилась на позиции № 8. Журнал Billboard назвал эти песни соответственно № 2 и № 3 в своём итоговом списке Лучших синглов США 1995 года.
Данная песня также упоминается в хоррор-сериале «Королевы крика» и является причиной смерти одной из девушек: подруги не хотели пропускать песню на вечеринке, в то время как девушка умирала от послеродового кровотечения.

## Музыкальное видео
Музыкальное видео на песню было снято режиссёром Феликсом Гэри Грейем в период с 8 по 9 июня 1995 года в Universal Studios Hollywood, Лос-Анджелес, и обошлось в 1 миллион долларов. В съёмках клипа приняли участие Элла Джойс, Букем Вудбайн, Шайхейм, Пол Джей Алесси и Габриэль Брэмфорд.
Как и текст песни, музыкальное видео затрагивает такие проблемы современного общества, как торговля наркотиками и СПИД/ВИЧ, впервые ставшие наиболее актуальными в 1990-х годах.
7 сентября 1995 года в Нью-Йорке на церемонии вручения премии MTV Video Music Awards видеоклип выиграл четыре награды: «Видео года», «Лучшее видео группы», «Лучшее R&B видео» и «Приз зрительских симпатий».

## Признание

### Итоговые списки
| Год  | Издание             | Страна         | Список                                                                                 | Ранг |
| ---- | ------------------- | -------------- | -------------------------------------------------------------------------------------- | ---- |
| 2005 | Blender             | США            | «The 500 Greatest Songs Since You Were Born»                                           | 415  |
| 2005 | Bruce Pollock       | США            | «The 7,500 Most Important Songs of 1944—2000»                                          | *    |
| 2012 | Complex             | США            | «The Best 90s R&B Songs»                                                               | 40   |
| 2012 | Max                 | Австралия      | «1000 Greatest Songs of All Time»                                                      | 196  |
| 2012 | Porcys              | Польша         | «100 Singli 1990—1999»                                                                 | 42   |
| 2015 | Robert Dimery       | США            | «1,001 Songs You Must Hear Before You Die, and 10,001 You Must Download (2015 Update)» | *    |
| 2015 | New Musical Express | Великобритания | «500 Greatest Songs of All Time»                                                       | 259  |
| 2017 | Billboard           | США            | «100 Greatest Girl Group Songs of All Time»                                            | 10   |
| 2020 | Cleveland.com       | США            | «Best Billboard Hot 100 No. 1 song of the 1990s»                                       | 2    |
| 2020 | Glamour             | США            | «53 Best ’90s Songs That Are All That and a Bag of Chips»                              | 37   |
| 2021 | BuzzFeed            | США            | «The 50 Best ’90s Songs of Summer»                                                     | 3    |
| 2021 | Rolling Stone       | США            | «500 Greatest Songs of All Time»                                                       | 127  |

(*) список без указания ранга.

### Награды и номинации
| Год  | Организация             | Награда                                            | Результат |
| ---- | ----------------------- | -------------------------------------------------- | --------- |
| 1995 | MTV Europe Music Award  | Лучшая песня                                       | Номинация |
| 1995 | MTV Video Music Award   | Видео года                                         | Победа    |
| 1995 | MTV Video Music Award   | Лучшее видео группы                                | Победа    |
| 1995 | MTV Video Music Award   | Лучшее R&B видео                                   | Победа    |
| 1995 | MTV Video Music Award   | Лучшая режиссура                                   | Номинация |
| 1995 | MTV Video Music Award   | Лучшие визуальные эффекты                          | Номинация |
| 1995 | MTV Video Music Award   | Лучшая работа художника-постановщика               | Номинация |
| 1995 | MTV Video Music Award   | Лучший монтаж                                      | Номинация |
| 1995 | MTV Video Music Award   | Лучшая операторская работа                         | Номинация |
| 1995 | MTV Video Music Award   | Приз зрительских симпатий                          | Победа    |
| 1995 | MTV Video Music Award   | Прорыв видео                                       | Номинация |
| 1996 | Grammy Award            | Запись года                                        | Номинация |
| 1996 | Grammy Award            | Лучшее вокальное поп-исполнение дуэтом или группой | Номинация |
| 1996 | Soul Train Music Awards | Лучшая песня года                                  | Номинация |
| 1996 | Soul Train Music Awards | Лучшее видео года                                  | Победа    |
| 1996 | Soul Train Music Awards | Лучший R&B/соул-сингл — группа или дуэт            | Победа    |
| 1996 | NAACP Image Awards      | Лучшее музыкальное видео                           | Победа    |

## Список треков
| US 7-inch and cassette single A. «Waterfalls» (single edit) — 4:19 B. «Waterfalls» (album instrumental) — 4:42 US 12-inch single A1. «Waterfalls» (single edit) — 4:19 A2. «Waterfalls» (DARP remix) — 4:27 A3. «Waterfalls» (album instrumental) — 4:42 B1. «Waterfalls» (ONP remix) — 4:34 B2. «Waterfalls» (ONP remix instrumental) — 5:19 B3. «Waterfalls» (acappella) — 4:05 US, Australian, and Japanese CD single 1. «Waterfalls» (single edit) — 4:19 2. «Waterfalls» (ONP remix) — 4:34 3. «Waterfalls» (DARP remix) — 4:27 4. «Waterfalls» (album instrumental) — 4:42 UK CD single 1. «Waterfalls» (no rap radio edit) — 3:32 2. «Waterfalls» (single version) — 4:19 3. «Waterfalls» (ONP remix) — 4:34 4. «Waterfalls» (DARP remix) — 4:27 5. «Waterfalls» (album instrumental) — 4:42 | UK 12-inch single A1. «Waterfalls» (ONP remix) — 4:34 A2. «Waterfalls» (single version) — 4:19 B1. «Waterfalls» (DARP remix) — 4:27 B2. «Waterfalls» (album instrumental) — 4:42 UK cassette single 1. «Waterfalls» (no rap radio edit) — 3:32 2. «Waterfalls» (DARP remix) — 4:27 European CD single 1. «Waterfalls» (no rap radio edit) — 3:32 2. «Waterfalls» (ONP remix) — 4:34 Australian cassette single A1. «Waterfalls» (single edit) A2. «Waterfalls» (DARP remix) A3. «Waterfalls» (album instrumental) B1. «Waterfalls» (ONP remix) B2. «Waterfalls» (ONP remix instrumental) B3. «Waterfalls» (album version) |

## Чарты
| Чарт (1995—1996)                      | Высшая позиция |
| ------------------------------------- | -------------- |
| Австралия (ARIA)                      | 4              |
| Австрия (Ö3 Austria Top 40)           | 3              |
| Бельгия/Фландрия (Ultratop 50)        | 25             |
| Бельгия/Валлония (Ultratop 50)        | 23             |
| Canada Adult Contemporary (RPM)       | 16             |
| Canada Dance (RPM)                    | 4              |
| Canada Top Singles (RPM)              | 9              |
| Denmark (IFPI)                        | 3              |
| Европа (European Hot 100 Singles)     | 6              |
| Франция (SNEP)                        | 20             |
| Германия (GfK)                        | 5              |
| Iceland (Íslenski Listinn Topp 40)    | 7              |
| Ирландия (IRMA)                       | 4              |
| Нидерланды (Dutch Top 40)             | 5              |
| Нидерланды (Single Top 100)           | 5              |
| Новая Зеландия (Recorded Music NZ)    | 1              |
| Норвегия (VG-lista)                   | 2              |
| Шотландия (OCC Scotland)              | 12             |
| Швеция (Sverigetopplistan)            | 7              |
| Швейцария (Schweizer Hitparade)       | 1              |
| Великобритания (OCC UK Singles)       | 4              |
| Великобритания (OCC UK Hip Hop/R&B)   | 1              |
| США (Billboard Hot 100)               | 1              |
| США (Billboard Adult Contemporary)    | 24             |
| США (Billboard Adult Pop Airplay)     | 24             |
| США (Billboard Hot R&B/Hip-Hop Songs) | 4              |
| США (Billboard Pop Airplay)           | 2              |
| США (Billboard Rhythmic)              | 1              |

| Чарт (1995)                                    | Позиция |
| ---------------------------------------------- | ------- |
| Австралия (ARIA)                               | 16      |
| Канада Canada Top Singles (RPM)                | 79      |
| Канада Canada Dance (RMP)                      | 49      |
| Нидерланды Top 40                              | 27      |
| Новая Зеландия New Zealand (Recorded Music NZ) | 2       |
| Франция Singles Chart                          | 86      |
| Швейцария (Schweizer Hitparade)                | 26      |
| Великобритания UK Singles (OCC)                | 29      |
| США Billboard Hot 100                          | 2       |
| США Hot R&B/Hip-Hop Songs (Billboard)          | 16      |
| США Mainstream Top 40 (Billboard)              | 10      |

| Чарт (1996)      | Позиция |
| ---------------- | ------- |
| Австралия (ARIA) | 63      |

| Чарт (1990—1999)      | Позиция |
| --------------------- | ------- |
| США Billboard Hot 100 | 19      |

| Чарт (1958—2018)      | Позиция |
| --------------------- | ------- |
| США Billboard Hot 100 | 181     |

## Сертификации
| Регион | Сертификация | Продажи   |
| --- | ------------ | --------- |
| Австралия (ARIA) | Платиновый   | 70 000^   |
| Канада (Music Canada) | Платиновый   | 80 000    |
| Дания (IFPI Danmark) | Золотой      | 45 000    |
| Германия (BVMI) | Золотой      | 250 000^  |
| Новая Зеландия (RMNZ) | Платиновый   | 10 000*   |
| Норвегия (IFPI Norway) | Платиновый   |           |
| Великобритания (BPI) | Платиновый   | 600 000   |
| США (RIAA) | Платиновый   | 1,200,000 |
| * Данные о продажах приведены только на основе сертификации. · ^ Данные о тиражах приведены только на основе сертификации. · Данные о продажах + прослушиваниях приведены только на основе сертификации. |              |           |